# Pero canaster
Pero canaster är en fjärilsart som beskrevs av Frederick H. Rindge 1955. Pero canaster ingår i släktet Pero och familjen mätare. Inga underarter finns listade i Catalogue of Life.